# Рубильник (фильм)
«Рубильник» (англ. Kill Switch) — американо-нидерландский научно-фантастический фильм 2017 года, режиссёрский дебют Тима Смита. В главной роли снялся британский актёр Дэн Стивенс.
В Интернете отмечалось сходство сюжета фильма с сюжетом игры Half-Life. В фильме, часть которого была снята от первого лица, присутствует большое количество отсылок как к самой Half-Life, так и к Portal, другой игре от компании Valve. 

## Сюжет
В недалёком будущем корпорация «Альтерплекс» создаёт Башню, способную «превращать массу в квантовую энергию». Для испытаний, проходящих в условиях полной секретности, нанимают бывшего астронавта NASA Уилла Портера. В итоге герой оказывается в параллельном мире, вокруг царит хаос и разруха, и ему приходится искать пути возвращения в свою реальность.

## В ролях
| Актёр           | Роль            |
| --------------- | --------------- |
| Дэн Стивенс     | Уилл Портер     |
| Беренис Марло   | Эбигейл Вос     |
| Тиго Гернандт   | Майкл дэ Рейтер |
| Чарити Уэйкфилд | Миа Портер      |

## Производство
В феврале 2016 года было объявлено, что Дэн Стивенс и Беренис Марло исполнят главные роли в дебютном фильме Тима Смита по сценарию Омида Нушина. Аарон Райдер продюсировал фильм вместе с киностудией FilmNation Entertainment.
Съёмки проходили в Амстердаме, Нидерланды.
Голландский ди-джей и музыкальный продюсер Don Diablo был нанят для исполнения музыкальной темы «Echoes».
В феврале 2017 года кинокомпания Saban Films получила права на распространение фильма.